# Partido judicial de Órdenes
El Partido judicial de Órdenes es uno de los 45 partidos judiciales en los que se divide la Comunidad Autónoma de Galicia, siendo el partido judicial n.º 14 de la provincia de La Coruña.
Comprende a las localidades de Frades, Mesía, Órdenes, Oroso, Tordoya, Trazo y Valle del Dubra.
La cabeza de partido y por tanto sede de las instituciones judiciales es Órdenes. La dirección del partido se sitúa en la Calle Alfonso Senra de la localidad. órdenes cuenta con un Juzgado de Primera Instancia e Instrucción.